# 櫛原天満宮
櫛原天満宮（くしはらてんまんぐう）は、福岡県久留米市東櫛原町1324番地にある神社。菅原道真を祀る。一説には源頼朝の創建と伝えられる。久留米の天神さま。神社本庁包括の神社。

## 交通アクセス
- 西鉄櫛原駅より徒歩3分。
- 国道3号櫛原駅前の信号を西に入り、最初の角を右折。